# Comté de Webster (Missouri)
Pour les articles homonymes, voir Comté de Webster.
Le comté de Webster (Webster County) est un comté du Missouri aux États-Unis. Le siège du comté se situe à  Marshfield. Le comté fut créé en 1855 et nommé en hommage au sénateur Daniel Webster qui participa à la guerre américano-mexicaine.  Au recensement de 2020, la population était constituée de 39 085 individus.

## Histoire
Le 18 avril 1880, une tornade de classe F4 sur l’échelle de Fujita toucha Marshfield. La tornade destructrice tua 99 personnes et en blessa 100 autres. 10 % des résidents de l’époque furent tués et seuls 15 habitations furent épargnées de la destruction. 

## Géographie
Selon le bureau du recensement des États-Unis, le comté totalise une surface 1 538 km2 dont 1 km2 d’eau.

### Comtés voisins
- Comté de Dallas (Missouri) (nord-ouest)
- Comté de Laclede (nord-est)
- Comté de Wright (Missouri) (est)
- Comté de Douglas (Missouri) (sud-est)
- Comté de Christian (Missouri) (sud-ouest)
- Comté de Greene (Missouri) (ouest)

### Routes principales
- Interstate 44
- U.S. Route 60
- U.S. Route 66 (1926-1979)
- Missouri Route 38

## Démographie

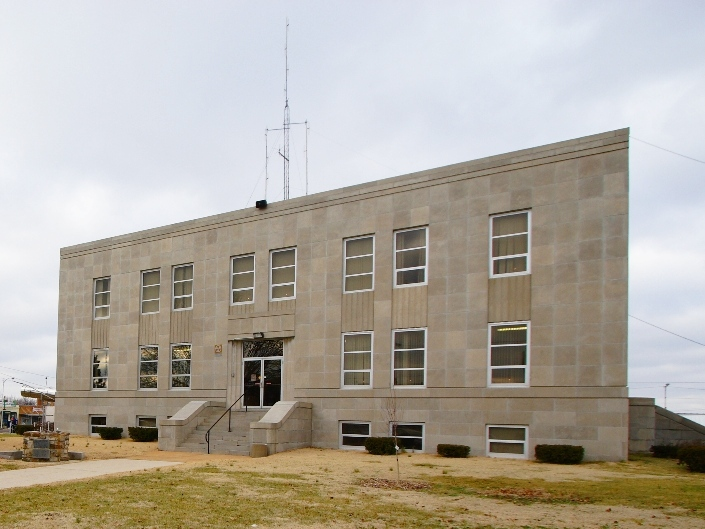
Cour de justice de Webster

Selon le recensement de 2000, sur les 31 045 habitants, on retrouvait 11 073 ménages et 8 437 familles dans le comté. La densité de population était de 20 habitants par km² et la densité d’habitations (12 052 au total) était de 8 habitations par km². La population était composée de 96,2 % de blancs, de 1,16 %  d’afro-américains, de 0,65 % d’amérindiens et de 0,26 % d’asiatiques.
37,90 % des ménages avaient des enfants de moins de 18 ans, 64 % étaient des couples mariés. 28,9 % de la population avait moins de 18 ans, 8,3 % entre 18 et 24 ans, 29,7 % entre 25 et 44 ans, 21,7 % entre 45 et 64 ans et 11,4 % au-dessus de 65 ans. L’âge moyen était de 35 ans. La proportion de femmes était de 100 pour 101,4 hommes.
Le revenu moyen d’un ménage était de 31 929 dollars.